# Ypiranga FC (RS)
Az Ypiranga Futebol Clube (RS), röviden Ypiranga (RS) vagy Ypiranga de Erechim, egy 1924-ben alapított brazil labdarúgócsapat, melynek székhelye Erechim városa. Az együttes a Gaúcho állami bajnokság másodosztályának (Divisao do Acceso) résztvevője.

## Sikerlista

### Állami
- 4-szeres Divisão de Acesso bajnok: 1967, 1989, 2008, 2014

## Játékoskeret
2015-től
| # |     | Poszt | Név            |
| - | --- | ----- | -------------- |
|   | BRA | K     | Carlão         |
|   | BRA | K     | Diego          |
|   | BRA | V     | Raulen         |
|   | BRA | V     | Ruan           |
|   | BRA | V     | Bruno Oliveira |
|   | BRA | V     | Diego          |
|   | BRA | V     | Gonçalves      |
|   | BRA | KP    | Wellington     |
|   | BRA | KP    | Robson         |

| # |     | Poszt | Név              |
| - | --- | ----- | ---------------- |
|   | BRA | KP    | Mateus Badalotti |
|   | BRA | KP    | Jessé            |
|   | BRA | KP    | Guto             |
|   | BRA | KP    | Jean Paulo       |
|   | BRA | KP    | Izaías           |
|   | BRA | CS    | Drama            |
|   | BRA | CS    | Ulisses          |
|   | BRA | CS    | Danilo Santos    |
|   | BRA | CS    | Otacilio Neto    |